# Феліпе Сантос
Феліпе Сілва Корреа дос Сантос (порт. Felipe Silva Correa dos Santos, нар. 3 січня 1997, Сан-Паулу) — бразильський футболіст, півзахисник азербайджанського клубу «Араз».

## Ігрова кар'єра
У дорослому футболі дебютував 2014 року виступами за команду «Пауліста», в якій провів три сезони, взявши участь у 26 матчах Ліги Пауліста.
На початку 2018 року приєднався до словенського клубу «Анкаран Хрватіні», де до кінця сезону забив 3 голи у 15 іграх, чим привернув увагу представників тренерського штабу головного гранду країни, клубу «Марибор», до складу якого приєднався влітку 2018 року. Відіграв за команду з Марибора наступні три сезони своєї ігрової кар'єри і у першому з них став переможцем чемпіонату Словенії.
З літа 2021 року по сезону провів у азербайджанських клубах «Кешля» та «Габала», а потім рік провів у ізраїльському «Хапоелі» (Хайфа). Влітку 2024 року бразилець повернувся до Азербайджану, де став гравцем «Араза». Станом на 2 липня 2025 року відіграв за нахічеванську команду 33 матчі в національному чемпіонаті.

## Статистика виступів

### Статистика клубних виступів
Станом на 23 вересня 2022
| Сезон                | Команда              | Чемпіонат            | Чемпіонат | Чемпіонат | Національний кубок | Національний кубок | Національний кубок | Континентальні кубки | Континентальні кубки | Континентальні кубки | Інші змагання | Інші змагання | Інші змагання | Усього | Усього |
| Сезон                | Команда              | Ліга                 | Ігор      | Голів     | Ліга               | Ігор               | Голів              | Ліга                 | Ігор                 | Голів                | Ліга          | Ігор          | Голів         | Ігор   | Голів  |
| -------------------- | -------------------- | -------------------- | --------- | --------- | ------------------ | ------------------ | ------------------ | -------------------- | -------------------- | -------------------- | ------------- | ------------- | ------------- | ------ | ------ |
| 2014                 | «Пауліста»           | ЛП                   | 3         | 0         |                    | -                  | -                  |                      | -                    | -                    |               | -             | -             | 3      | 0      |
| 2015                 | «Пауліста»           | ЛП2                  | 14        | 4         |                    | -                  | -                  |                      | -                    | -                    |               | -             | -             | 14     | 4      |
| 2016                 | «Пауліста»           | ЛП2                  | 9         | 2         |                    | -                  | -                  |                      | -                    | -                    |               | -             | -             | 9      | 2      |
| Усього за «Паулісту» | Усього за «Паулісту» | Усього за «Паулісту» | 26        | 6         |                    | -                  | -                  |                      | -                    | -                    |               | -             | -             | 26     | 6      |
| січ.-черв. 2018      | «Анкаран Хрватіні»   | 1Л                   | 15        | 3         |                    | -                  | -                  |                      | -                    | -                    |               | -             | -             | 15     | 3      |
| 2018–19              | «Марибор»            | 1Л                   | 15        | 2         | КС                 | 2                  | 1                  | ЛЄ                   | 0                    | 0                    |               | -             | -             | 17     | 3      |
| 2019–20              | «Марибор»            | 1Л                   | 12        | 1         | КС                 | 0                  | 0                  | ЛЧ+ЛЄ                | 0                    | 0                    |               | -             | -             | 12     | 1      |
| 2020–21              | «Марибор»            | 1Л                   | 19        | 1         | КС                 | 2                  | 0                  | ЛЄ                   | 0                    | 0                    |               | -             | -             | 21     | 1      |
| Усього за «Марибор»  | Усього за «Марибор»  | Усього за «Марибор»  | 46        | 4         |                    | 4                  | 1                  |                      | 0                    | 0                    |               | -             | -             | 50     | 5      |
| 2021–22              | «Шамахи»             | ПЛ                   | 21        | 6         | КА                 | 2                  | 0                  | ЛК                   | 2                    | 1                    |               | -             | -             | 25     | 7      |
| 2022–23              | «Габала»             | ПЛ                   | 7         | 1         | КА                 | 0                  | 0                  | ЛК                   | 2                    | 1                    |               | -             | -             | 9      | 1      |
| Усього за кар'єру    | Усього за кар'єру    | Усього за кар'єру    | 115       | 20        |                    | 6                  | 1                  |                      | 4                    | 2                    |               | -             | -             | 125    | 23     |

## Титули і досягнення

### Командні
- Чемпіон Словенії (1):

«Марибор»: 2018/19

### Особисті
- Найкращий бомбардир Кубка Азербайджану: 2024/25 (3 голи)